# Bhairana Koppa, Shimoga
Bhairana Koppa là một làng thuộc tehsil Shimoga, huyện Shimoga, bang Karnataka, Ấn Độ.